# Mnichovo Hradiště
Mnichovo Hradiště (in tedesco Münchengrätz) è una città della Repubblica Ceca facente parte del distretto di Mladá Boleslav, in Boemia Centrale.

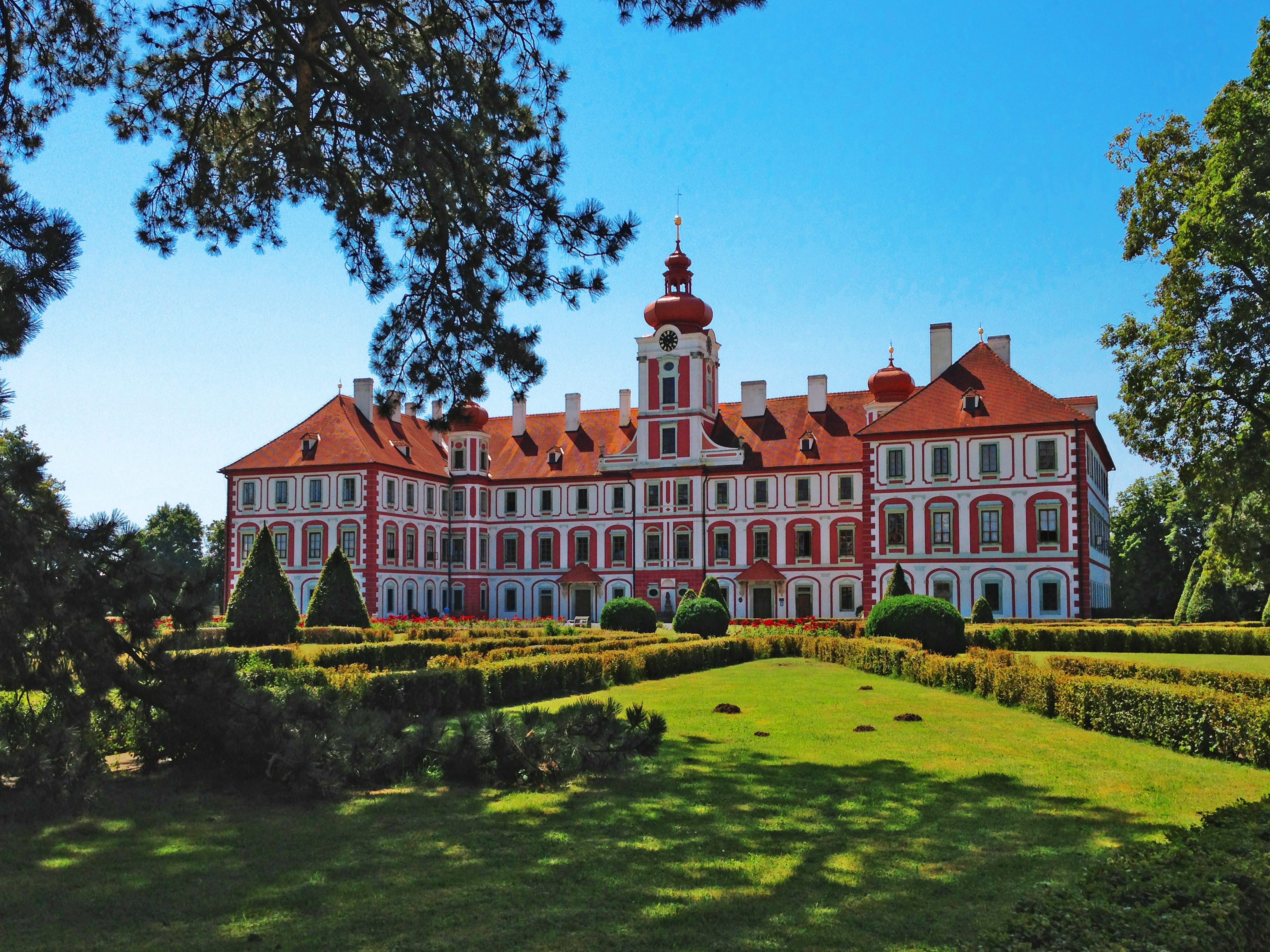
Il castello

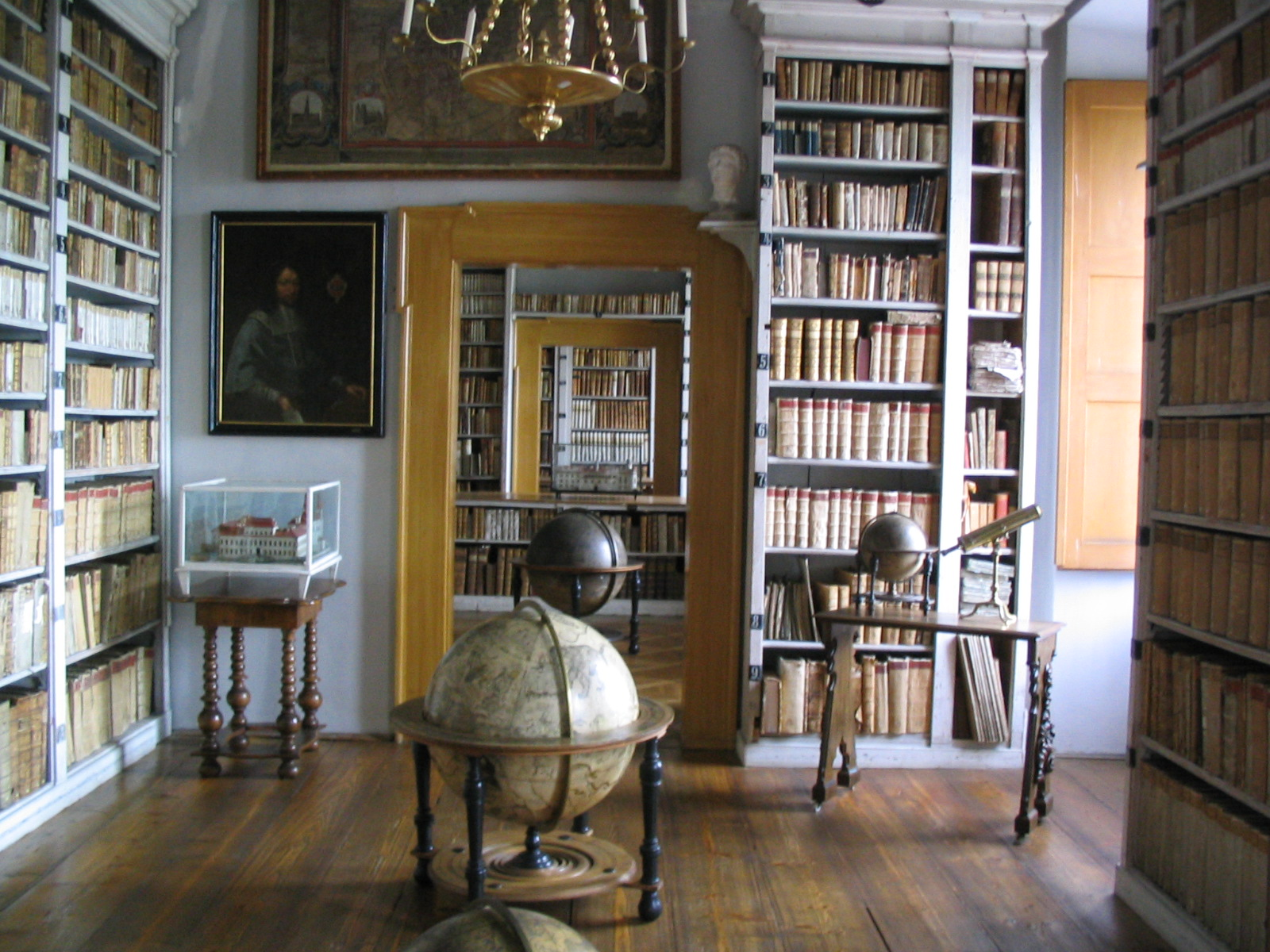
Biblioteca del castello

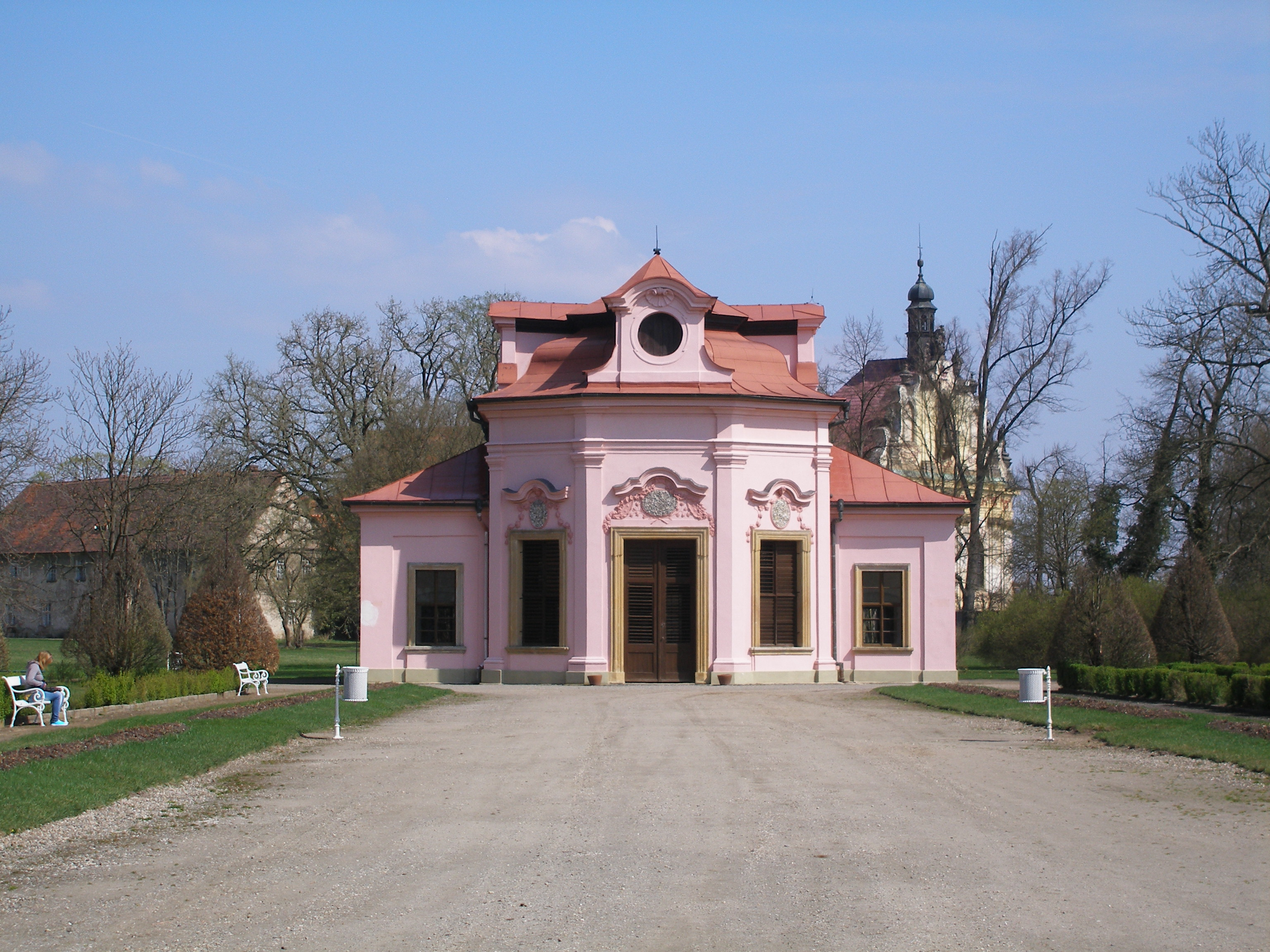
La sala terrena

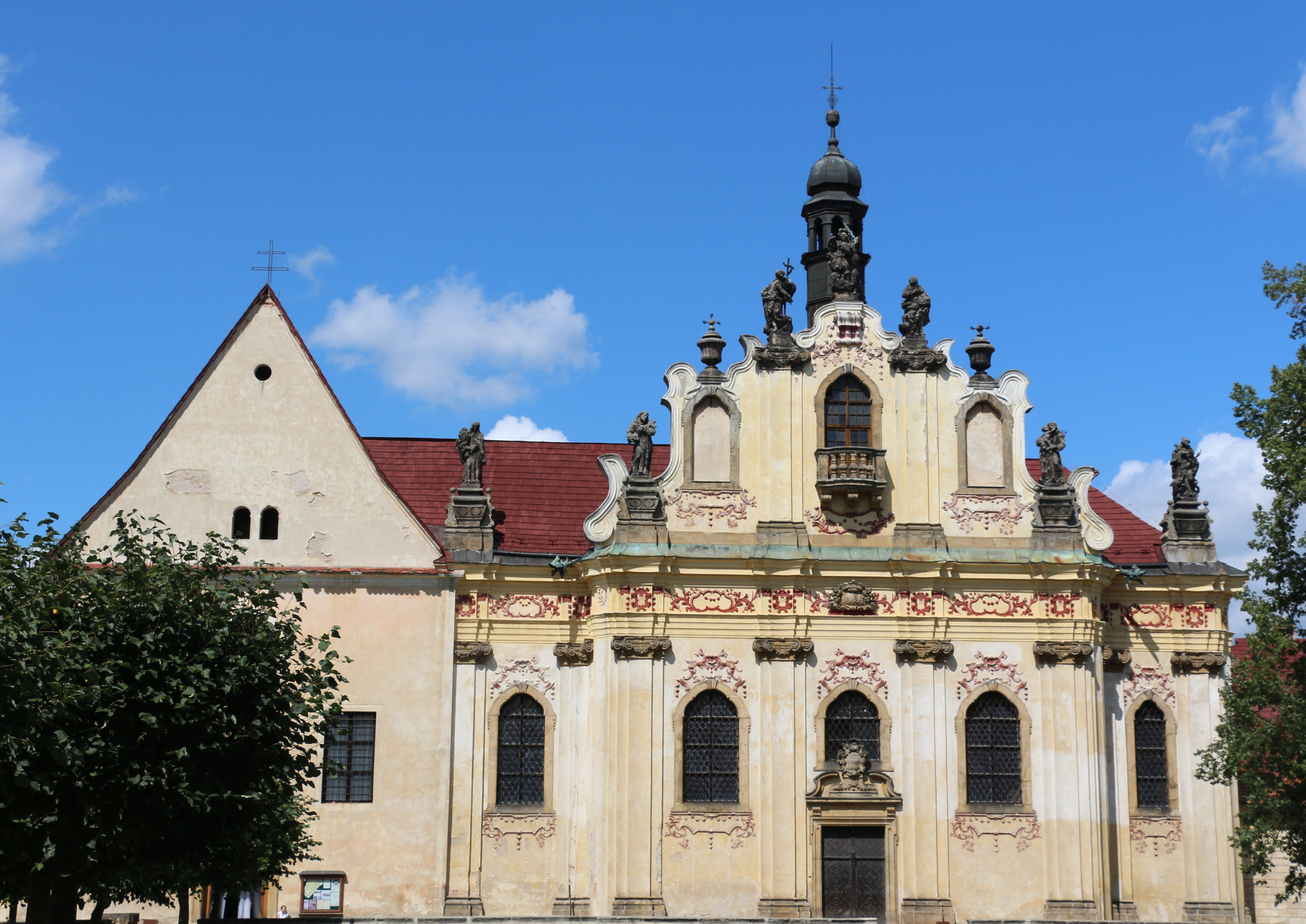
Chiesa dei Santi Magi e cappella di Sant'Anna

## Il castello
Il castello di Mnichovo Hradiště fu costruito dapprima in forme tardo-rinascimentali; fondatore era stato Václav Budovec z Budova, un importante politico e scrittore protestante, decapitato nel 1621 come uno dei principali leader della rivolta ceca contro gli Asburgo.
Requisito poi alla famiglia dei Budovec e passato ai cattolici Wallenstein (Valdštein), il castello fu completamente ricostruito nel XVIII secolo in forme barocche.
Gli interni storici comprendono l'armeria, la biblioteca dei Wallenstein (qui trasferita agli inizi del XX secolo dal castello di Duchcov) e un'importante collezione di ceramiche di Delft.  Annessi al castello sono i giardini con una tipica sala terrena barocca.
Al secondo piano del castello è ospitato il museo civico, in cui sono illustrate l'archeologia, l'etnografia e la natura della regione, e sono esposte una farmacia storica e una ricostruzione in scala del castello in rovina di Drábské Světničky (XIII secolo).
Nelle vicinanze dell'edificio del castello si trova la chiesa dei Santi Magi e la cappella di Sant'Anna del precedente convento dei Cappuccini, con una raccolta di scultura barocca e la tomba di Albrecht von Wallenstein.